# Charles E. Creager

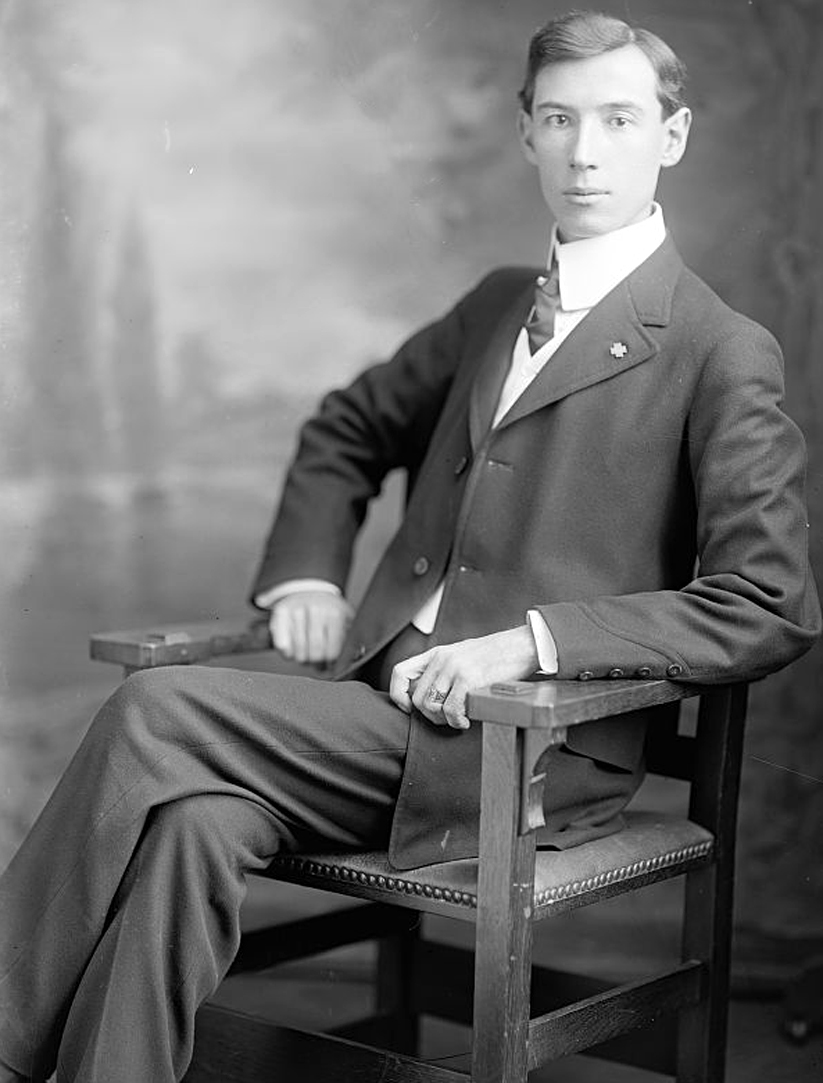
Charles E. Creager

Charles Edward Creager (* 28. April 1873 bei Dayton, Ohio; † 11. Januar 1964 in Muskogee, Oklahoma) war ein US-amerikanischer Politiker. Zwischen 1909 und 1911 vertrat er den dritten Wahlbezirk des Bundesstaates Oklahoma im US-Repräsentantenhaus.

## Werdegang
Charles Creager besuchte die öffentlichen Schulen seiner Heimat in Ohio und danach die Northern Indiana University. Im Anschluss stieg er in das Zeitungsgeschäft ein. Während des Spanisch-Amerikanischen Kriegs war er Stabsfeldwebel einer Infanterieeinheit der US-Armee. Zwischen 1899 und 1904 gab er in verschiedenen Städten Ohios einige Zeitungen heraus. Im November 1904 zog Creager nach Muskogee im heutigen Oklahoma, das damals im Indianer-Territorium lag. Auch dort engagierte er sich im Zeitungs- und Verlagswesen. Später verlegte er im Staat Oklahoma weitere Zeitungen.
Politisch wurde Creager Mitglied der Republikanischen Partei. 1908 wurde er im dritten Distrikt von Oklahoma in das US-Repräsentantenhaus gewählt, wo er am 4. März 1909 James S. Davenport von der Demokratischen Partei ablöste. Nachdem er bei den folgenden Wahlen gegen Davenport verloren hatte, konnte Creager bis zum 3. März 1911 nur eine Legislaturperiode im Kongress absolvieren. Nach dem Ende seiner Zeit im Kongress war Creager bei der Indianerbehörde angestellt. Außerdem war er bis 1934 im Ölgeschäft. Seit 1934 lebte er im Ruhestand in Muskogee. Dort ist er im Januar 1964 im Alter von 90 Jahren verstorben.